# Луїс Філіпе Гастон ді Орлеанс

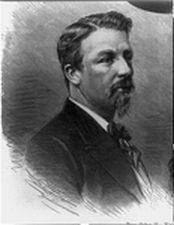
Граф д'Е

Луї́с Філі́пе Гасто́н Марі́я ді Орле́анс і Са́кс-Ко́бургу-Го́та, граф д'Е (порт. Luís Filipe Maria Fernando Gastão de Orléans e Saxe-Coburgo-Gota, conde d'Eu, фр. Louis Phillipe Marie Ferdinand Gaston d'Orléans et Saxe-Cobourg et Gotha, conde d'Eu, 28 квітня 1842 — 28 серпня 1922) — старший син Луї Орлеанського, герцога Немурського і Вікторії Саксен-Кобург-Готської. 15 жовтня 1864 року, в Ріо-де-Жанейро, він одружився з Ізабелою Бразильською, старшою дочкою та спадкоємницею бразильського імператора Педру II.